# Afrodisiakum

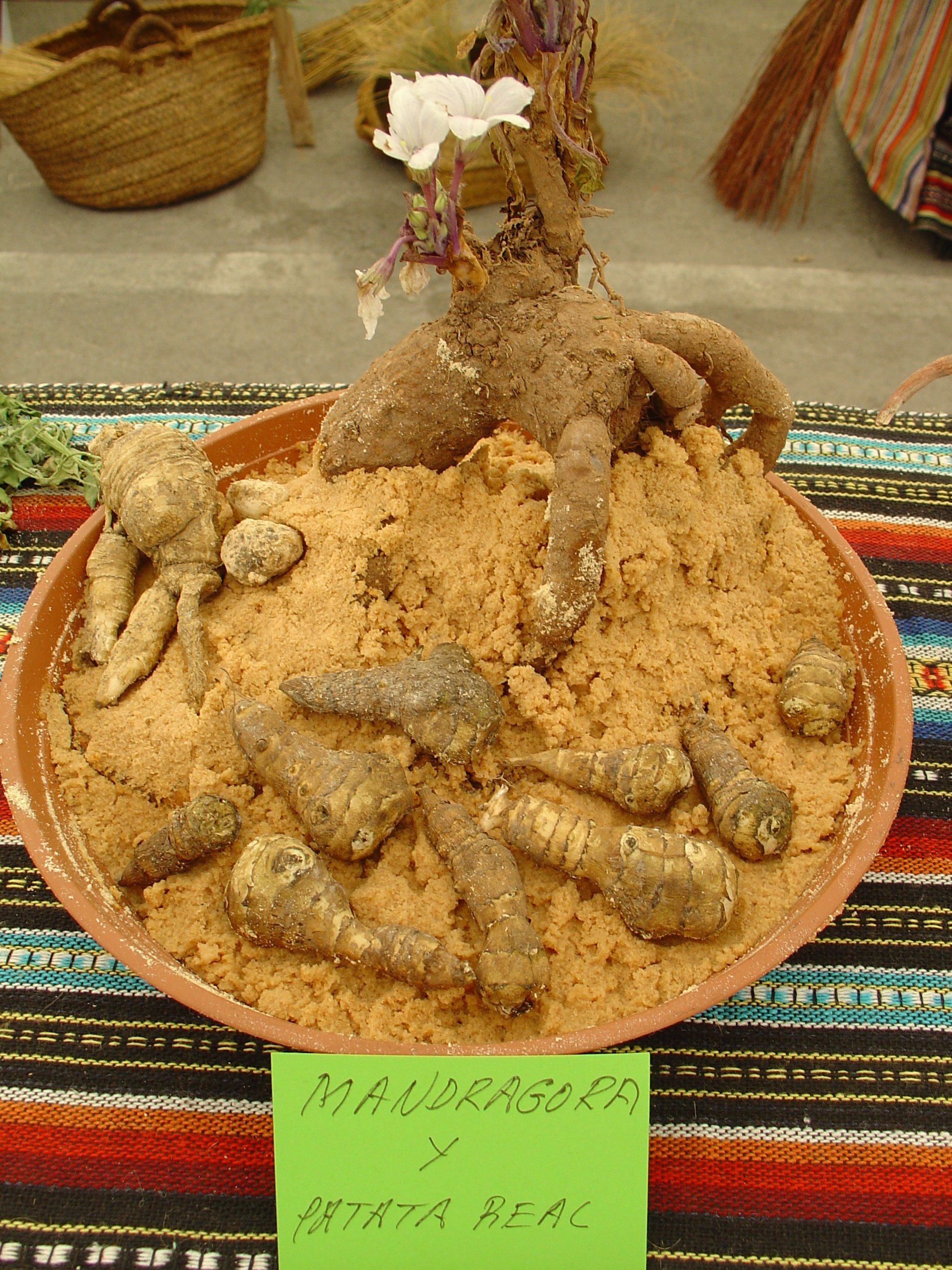
Oblíbeným, ač jedovatým a neúčinným afrodisiakem je například mandragora lékařská

Afrodisiakum je označení pro prostředek k povzbuzení sexuálního vzrušení a libida. Termín vznikl z řečtiny od jména bohyně lásky, krásy a plodnosti – Afrodíté.
Zvláště ve starověku a ve středověku byla víra v afrodisiaka poměrně silná, byly používány různé, často jedovaté rostliny či jejich kořeny oblíbená byla mandragora, připravovaly se různé nápoje lásky, výroba afrodisiak byla součástí čarodějných obřadů.
Formy moderních afrodisiak jsou různé; od sprejů a čichacích těkavých látek přes masti až po klasické kapky či tabletky.

## Přírodní afrodisiaka
- ambrein – stimuluje libido, zvyšuje koncentraci hormonů v hypofýze a krevního testosteronu[2]
- bujarník johimbe – obsahuje alkaloid yohimbin, který se váže na adrenergní receptory erektilní tkáně
- miřík celer – zvyšuje potenci, čistí játra a ledviny. V lidovém léčitelství je známý jako sexuální stimulant. [3]
- děhel čínský – obsahuje fytosteroidy, vhodný hlavně pro ženy
- Epimedium grandiflorum
- Kotvičník zemní
- marihuana – V některých případech může umocnit požitek ze sexu. Často také zrychluje srdeční tep a napomáhá tak prokrvit tkáně.
- pískavice řecké seno
- štítosemenka kebračo – yohimbin stejně jako bujarník
- Turnera diffusa
- zázvor
- ženšen pravý – kromě hormonální harmonizace a mnoha jiných účinků, ginsenosidy také usnadňují erekci dlouhodobým posílením signální kaskády NO alosterickou i transkripční aktivací endoteliální NO syntázy (gen NOS3)[4]

## Léčiva podporující erekci
- sildenafil – je členem větší rodiny inhibitorů cGMP fosfodiesterázy, zvyšujících citlivost cílových buněk na oxid dusnatý ve stejné kaskádě, na kterou účinkuje ženšen

## Jedovatá a pochybná afrodisiaka
- bolševník obecný – jedovatý
- bufotenin – jeden z jedů žabí kůže, používané v indické a čínské medicíně[2] (kde se jedná o Bufo gargarizans), který je však obsažen i v semenech stromů rodu Anadenanthera, Brosimum a Mucuna pruriens a některých muchomůrkách
- muškátový oříšek – mírně jedovatý [5]
- hřebíček – tradiční v arabské medicíně
- puchýřník lékařský – prudce jedovatý
- blín černý – kouř semen má silné afrodiziakální účinky – prudce jedovatá rostlina

## Drogy bez doložených specifických afrodisiakálních účinků
- chilli paprička – přímé afrodiziakální účinky nebyly dokumentovány
- guarana – hlavní účinnou látkou úplně stejný kofein jako v kávě, čajovníku a kofeinových bylin
- hadovka smrdutá – afrodiziakální účinky nebyly dokumentovány
- jinan dvoulaločný – i když je tato jinak úžasná bylina někdy nabízená jako afrodiziakum, žádné takové účinky nebyly dokumentovány[6]
- lékořice lysá – afrodiziakální účinky nebyly dokumentovány
- mango
- mandragora lékařská – prudce jedovatá
- skořice – afrodiziakální účinky nebyly dokumentovány